# Étoile de Bessèges 2009
L'Étoile de Bessèges 2009, trentanovesima edizione della corsa valevole come prova del circuito UCI Europe Tour 2009 categoria 2.1, si svolse in cinque tappe dal 4 all'8 febbraio 2009 per un percorso totale di 623,5 km con partenza da Bellegarde e arrivo a Bessèges. Fu vinta dal francese Thomas Voeckler, della Bbox Bouygues Telecom, che si impose in 14 ore 32 minuti e 55 secondi, alla media di 42,85 km/h.
Al traguardo di Bessèges 116 ciclisti conclusero il tour.

## Tappe
| Tappa  | Data       | Percorso                                  | km    | Vincitore di tappa | Leader cl. generale |
| ------ | ---------- | ----------------------------------------- | ----- | ------------------ | ------------------- |
| 1ª     | 4 febbraio | Bellegarde > Le Grau-du-Roi               | 128   | Jimmy Casper       | Jimmy Casper        |
| 2ª     | 5 febbraio | Nîmes > Saint-Ambroix                     | 149   | Jimmy Casper       | Jimmy Casper        |
| 3ª     | 6 febbraio | Branoux-les-Taillades > La Grand-Combe    | 51,5  | Jure Kocjan        | Jure Kocjan         |
| 4ª     | 7 febbraio | Allègre-les-Fumades > Allègre-les-Fumades | 150   | Björn Leukemans    | Thomas Voeckler     |
| 5ª     | 8 febbraio | Gagnières > Bessèges                      | 145   | Jean-Eudes Demaret | Thomas Voeckler     |
| Totale | Totale     | Totale                                    | 623,5 |                    |                     |

## Dettagli delle tappe

### 1ª tappa
- 4 febbraio: Bellegarde > Le Grau-du-Roi – 128 km

Risultati
| Pos. | Corridore          | Squadra         | Tempo    |
| ---- | ------------------ | --------------- | -------- |
| 1    | Jimmy Casper       | Besson          | 2h52'21" |
| 2    | Sébastien Chavanel | Franç. des Jeux | s.t.     |
| 3    | Klaas Lodewyck     | Topsport Vl.    | s.t.     |

| Pos. | Corridore          | Squadra         | Tempo    |
| ---- | ------------------ | --------------- | -------- |
| 1    | Jimmy Casper       | Besson          | 2h52'21" |
| 2    | Sébastien Chavanel | Franç. des Jeux | a 4"     |
| 3    | Klaas Lodewyck     | Topsport Vl.    | a 6"     |

### 2ª tappa
- 5 febbraio: Nîmes > Saint-Ambroix – 149 km

Risultati
| Pos. | Corridore       | Squadra   | Tempo    |
| ---- | --------------- | --------- | -------- |
| 1    | Jimmy Casper    | Besson    | 3h24'47" |
| 2    | Romain Feillu   | Agritubel | s.t.     |
| 3    | Alexandre Blain | Cofidis   | s.t.     |

| Pos. | Corridore          | Squadra         | Tempo    |
| ---- | ------------------ | --------------- | -------- |
| 1    | Jimmy Casper       | Besson          | 6h16'48" |
| 2    | Romain Feillu      | Agritubel       | a 14"    |
| 3    | Sébastien Chavanel | Franç. des Jeux | s.t.     |

### 3ª tappa
- 6 febbraio: Branoux-les-Taillades > La Grand-Combe – 51,5 km

Risultati
| Pos. | Corridore         | Squadra       | Tempo    |
| ---- | ----------------- | ------------- | -------- |
| 1    | Jure Kocjan       | Carmiooro     | 1h24'08" |
| 2    | Jurij Trofimov    | Bouygues Tel. | s.t.     |
| 3    | Johnny Hoogerland | Vacansoleil   | a 7"     |

| Pos. | Corridore         | Squadra       | Tempo    |
| ---- | ----------------- | ------------- | -------- |
| 1    | Jure Kocjan       | Carmiooro     | 7h41'06" |
| 2    | Jurij Trofimov    | Bouygues Tel. | a 2"     |
| 3    | Johnny Hoogerland | Vacansoleil   | a 13"    |

### 4ª tappa
- 7 febbraio: Allègre-les-Fumades > Allègre-les-Fumades – 150 km

Risultati
| Pos. | Corridore       | Squadra         | Tempo    |
| ---- | --------------- | --------------- | -------- |
| 1    | Björn Leukemans | Vacansoleil     | 3h29'59" |
| 2    | Thomas Voeckler | Bouygues Tel.   | a 4"     |
| 3    | Sandy Casar     | Franç. des Jeux | a 41"    |

| Pos. | Corridore       | Squadra       | Tempo   |
| ---- | --------------- | ------------- | ------- |
| 1    | Thomas Voeckler | Bouygues Tel. |         |
| 2    | Jure Kocjan     | Carmiooro     | a 1'07" |
| 3    | Jurij Trofimov  | Bouygues Tel. | a 1'08" |

### 5ª tappa
- 8 febbraio: Gagnières > Bessèges – 145 km

Risultati
| Pos. | Corridore          | Squadra         | Tempo    |
| ---- | ------------------ | --------------- | -------- |
| 1    | Jean-Eudes Demaret | Cofidis         | 3h20'12" |
| 2    | Jimmy Engoulvent   | Besson          | s.t.     |
| 3    | Frédéric Guesdon   | Franç. des Jeux | s.t.     |

| Pos. | Corridore       | Squadra       | Tempo     |
| ---- | --------------- | ------------- | --------- |
| 1    | Thomas Voeckler | Bouygues Tel. | 14h32'55" |
| 2    | Jure Kocjan     | Carmiooro     | a 1'07"   |
| 3    | Jurij Trofimov  | Bouygues Tel. | a 1'08"   |

## Classifiche finali

### Classifica generale
| Pos. | Corridore          | Squadra         | Tempo     |
| ---- | ------------------ | --------------- | --------- |
| 1    | Thomas Voeckler    | Bouygues Tel.   | 14h32'55" |
| 2    | Jure Kocjan        | Carmiooro       | a 1'07"   |
| 3    | Jurij Trofimov     | Bouygues Tel.   | a 1'08"   |
| 4    | Johnny Hoogerland  | Vacansoleil     | a 1'20"   |
| 5    | Sébastien Minard   | Cofidis         | a 1'32"   |
| 6    | Jonathan Hivert    | Skil-Shimano    | s.t.      |
| 7    | Björn Leukemans    | Vacansoleil     | a 1'34"   |
| 8    | Damien Monier      | Cofidis         | a 1'35"   |
| 9    | Matthieu Ladagnous | Franç. des Jeux | s.t.      |
| 10   | Pierrick Fédrigo   | Bouygues Tel.   | s.t.      |